# 15968 Waltercugno
15968 Waltercugno este o planetă minoră (asteroid), cu un diametru de 10,21 km, din centura de asteroizi. A fost descoperită pe 27 februarie 1998 la stazione osservativa di Asiago Cima Ekar⁠(d) de Maura Tombelli⁠(d). 
Obiectul prezintă o orbită caracterizată de o semiaxă mare de 3,2169896 UAi, o excentricitate de 0,13, o înclinație de 1,00916 ° în raport cu ecliptica.